# チャウタイン県 (アンザン省)
チャウタイン県（チャウタインけん、ベトナム語：Huyện Châu Thành / 縣週城?）は、ベトナム社会主義共和国アンザン省の県。面積は347.2km²、人口は171,480人（2009年）である。

## 行政区画
以下の1市鎮12社から構成される。
- アンチャウ市鎮（An Châu / 安洲）
- アンホア社（An Hòa / 安和）
- ビンホア社（Bình Hòa / 平和）
- ビンタイン社（Bình Thạnh / 平盛）
- カンダン社（Cần Đăng / 芹登）
- ホアビンタイン社（Hòa Bình Thạnh / 和平盛）
- タンフー社（Tân Phú / 新富）
- ヴィンアン社（Vĩnh An / 永安）
- ヴィンビン社（Vĩnh Bình / 永平）
- ヴィンハイン社（Vĩnh Hanh / 永行）
- ヴィンロイ社（Vĩnh Lợi / 永利）
- ヴィンニュアン社（Vĩnh Nhuận / 永潤）
- ヴィンタイン社（Vĩnh Thành / 永城）